# Vrints

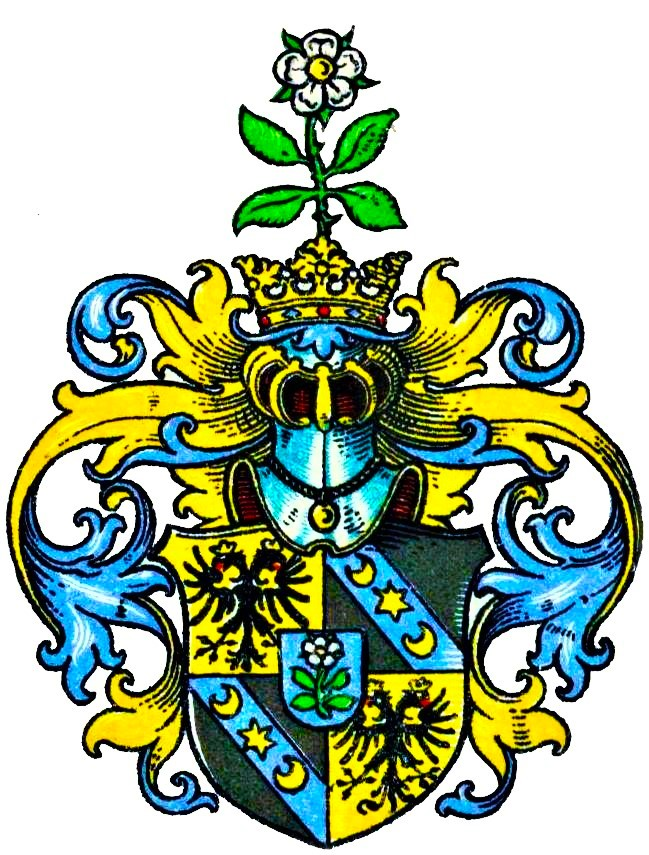
Wappen derer vor Vrints (Vrientz) im Wappenbuch des Westfälischen Adels

Vrints (auch Vrientz, Vrentz, Vrints von Treuenfeld, Vrints von Berberich, Vrints von Treuenfeld zu Falkenstein o. ä.) ist der Name einer Bremer Familie, die durch Heirat in den österreichischen Hochadel aufstieg.

## Geschichte

### Vrints zu Treuenfeld
Die Familie Vrints ist spanischer Herkunft. Ein Don Fernando Vrints soll bereits 1115 unter Alfons von Aragon gekämpft haben. Die nachweisbare Ahnenreihe beginnt 1267 mit Gaston Vrints. Ab dem 16. Jahrhundert ist die Familie in den Niederlanden ansässig. Im 17. Jahrhundert ließ sich Johann Gerhard Vrints von Treuenfeld in Bremen nieder. Die Familie hatte dort bis ins 19. Jahrhundert das Amt des Geschäftsträgers des Reiches beim Rat der Stadt und das Postmeisteramt inne. Am 26. April 1664 erhielt Johann Baptist Vrints senior, kaiserlicher Postmeister zu Hamburg, als „von Treuenfeld“ eine Bestätigung seines rittermäßigen Adelsstands. Am 26. September 1744 erhielt Theobald Georg Vrints von Treuenfeld, kaiserlicher Rat und Resident zu Bremen, den Freiherrenstand und eine Wappenbesserung verliehen. Carl Vrints von Treuenfeld verlor in der Franzosenzeit sein Bremer Postmeisteramt und übersiedelte nach Frankfurt.

### Vrints zu Falkenstein

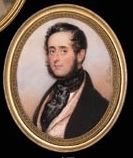
Maximilian von Vrints um 1840

Carl Vrints von Treuenfeld war mit der flandrischen Familie Osy von Zeegward verbunden, die ihrerseits mit den Freiherrn von Bartenstein verschwägert war. Durch die verwandtschaftlichen Beziehungen kam es zu einer Heirat zwischen Maximilian Vrints und Elisabeth Bartenstein. Nach dem Tod ihres Onkels Karl von Bartenstein (1794–1847) fielen die Güter mit dem Zentrum Schloss Poysbrunn an Maximilian und Elisabeth.
1850 erwarb der auf die Standeserhöhung vom 26. September 1744 verweisende Maximilian von Vrints-Treuenfeld durch Heirat die Herrschaft Poysbrunn-Falkenstein. Am 5. Juli 1860 erhob ihn Kaiser Franz Joseph I. mit dem Prädikat zu Falkenstein in den österreichischen Grafenstand zu Maximilian Graf Vrints von Treuenfeld und zu Falkenstein.
Als eines von 64 gräflichen Geschlechtern hatte es einen erblichen Sitz im Herrenhaus, dem Oberhaus des österreichischen Reichsrates.

### Vrints von Berberich
Den Namen „Berberich“ führte ab 1787 allein der fürstlich-taxissche Oberpostdirektor zu Frankfurt, Alexander Freiherr Vrints von Berberich, der die Letzte von Berberich geheiratet hatte und 1830 ohne Nachkommen verstarb.

## Familienmitglieder
- Johann Gerhard Vrints von Treuenfeld (* 1611; † 1685): kaiserlicher Postmeister und Resident in Bremen
- Theobald Georg Vrints von Treuenfeld (* 1671; † 1745): kaiserlicher Postmeister und Resident in Bremen
- Konrad Alexander Vrints von Treuenfeld (* 1707; † 1780): kaiserlicher Postmeister und Resident in Bremen
- Theobald Vrints von Treuenfeld (1734; † 1812)
- Maximilian Joseph Vrints von Treuenfeld (1744; † ?): Domherr in Lübeck
- Karl Vrints von Treuenfeld (1765–1852): ⚭ Kornelia Osy von Zeegwaard (* 1768; † 1844)
- Maximilian von Vrints zu Falkenstein (* 1802; † 1896): (1.) ⚭ Franziska von Bartenstein (* 1819; † 1847), (2.) ⚭ Eugenia Osy von Zeegward
  - Maximilian Vrints zu Falkenstein (1844; † 1900): ⚭ Maria Konstanzia Gräfin von Althan
    - Alexander Vrints zu Falkenstein (1872; † 1932): ⚭ Anna Wolf (* 1878; † 1953), Tochter eines Kleinbauern in Poysbrunn
      - Maria Vrints (1900; † 1974): Adoptivsohn ist Georg Thurn-Vrints
      - Eugenie (* 1908; † 2001): ⚭ Botho Seutter von Loetzen
      - Constanze (* 1911; † 1947)

  - Sophie (* 1846; † 1905): ⚭ (20. September 1865) Joseph Graf von Thurn und Valsassina.
  - Eugenie Vrints zu Falkenstein (* 31. Oktober 1847 in Kopenhagen; † 13. Februar 1879 in Wien): Gräfin; ⚭ (15. Mai 1872) Georg Graf von Thurn und Valsassina; ein Nachkomme dieser Verbindung wurde von Maria Vrints adoptiert.

## Besitztümer
1847 erbte Maximilian Vrints von Trauenfeld Schloss und Herrschaft Poysbrunn von Karl Freiherr von Bartenstein, dem Onkel seiner Frau Franziska. In Falkenstein lässt er die Familiengruft erneuern. 1887–89 lässt Maximilian Graf Vrints von Treuenfeld und zu Falkenstein sich von Ludwig Richter (1855–1925) und Alois Schumacher (1838–1910) das Palais Vrints zu Falkenstein in Wien errichten und ausstatten sowie die Zinshäuser in der Gußhausstrasse Ecke Argentinierstrasse und das Zinshaus in der Taubstummengasse Ecke Argentinierstrasse. Seit 1921 dient es als Sitz der griechischen Botschaft.

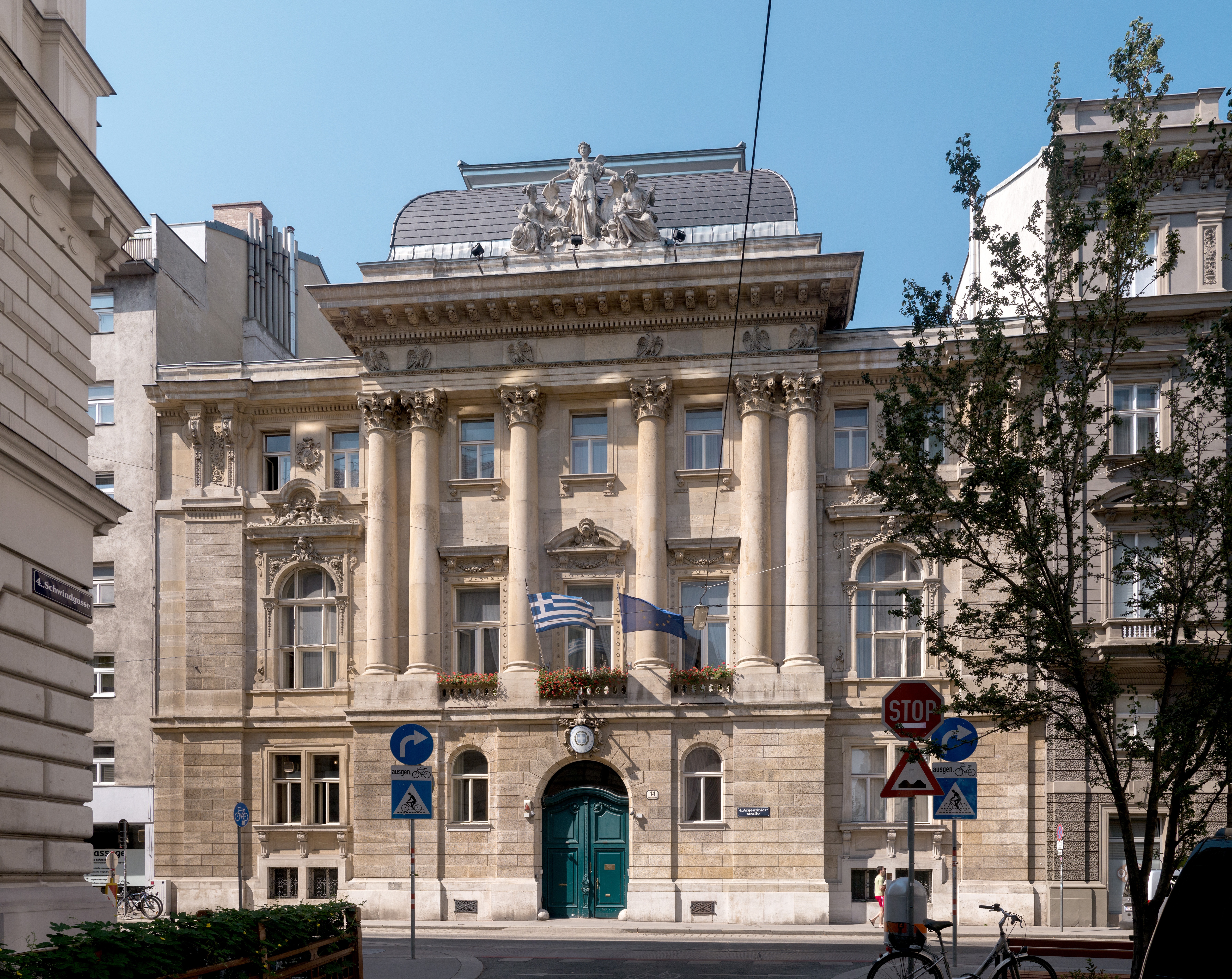
Palais Vrints zu Falkenstein in der Argentinierstraße in Wien
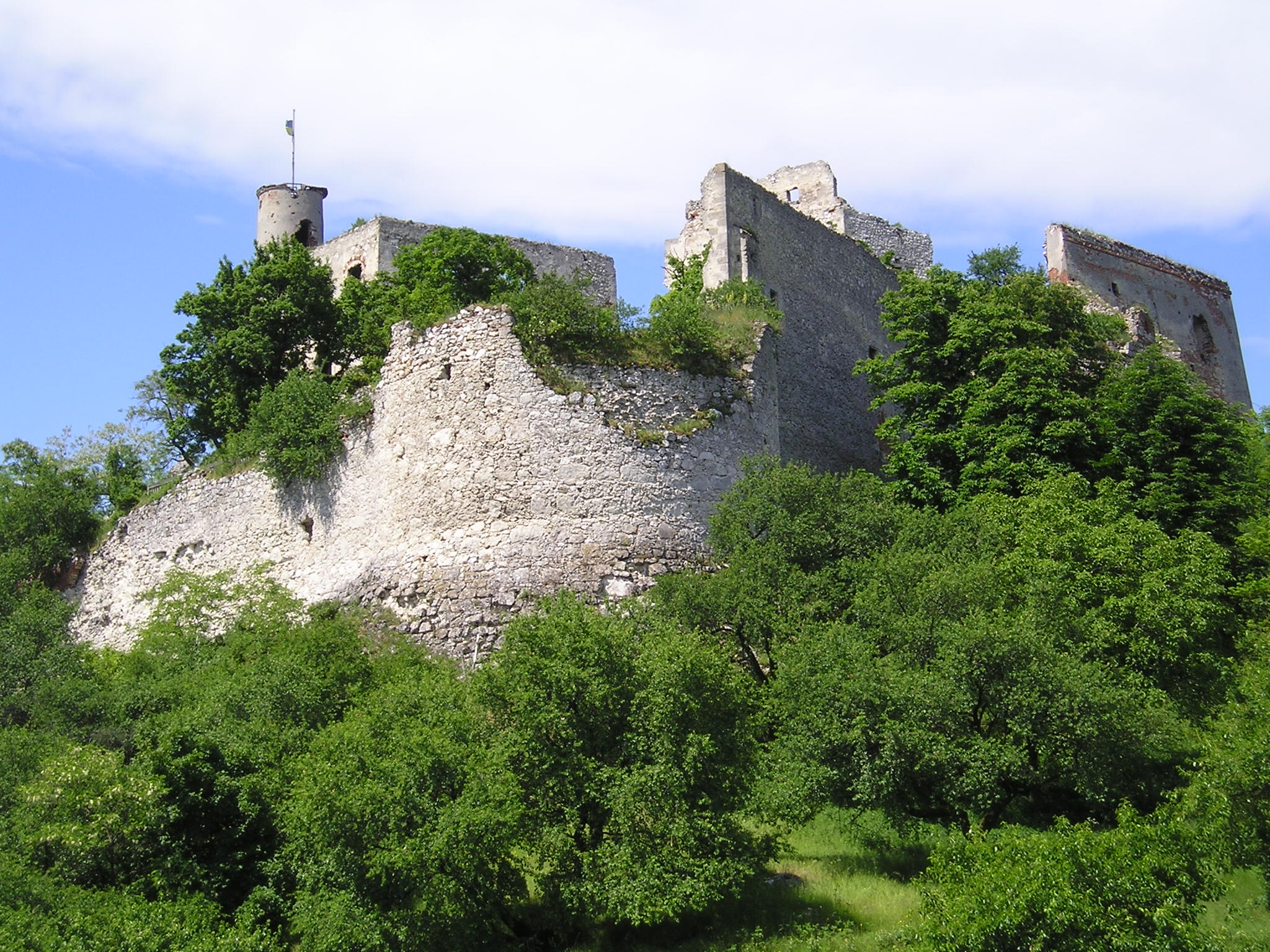
Burgruine Falkenstein, noch heute im Besitz der Familie.
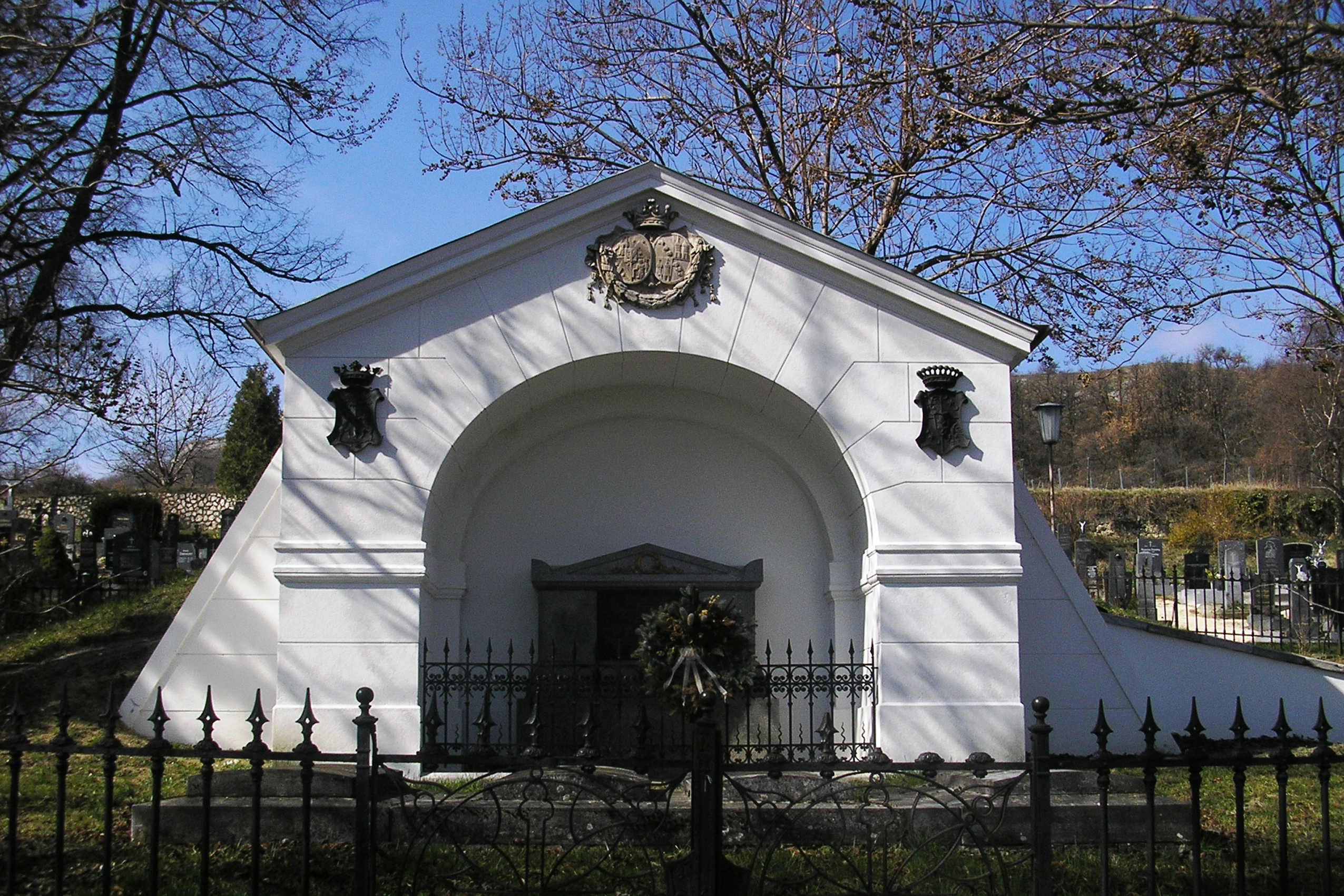
Gruft der Familie Bartenstein in Falkenstein.
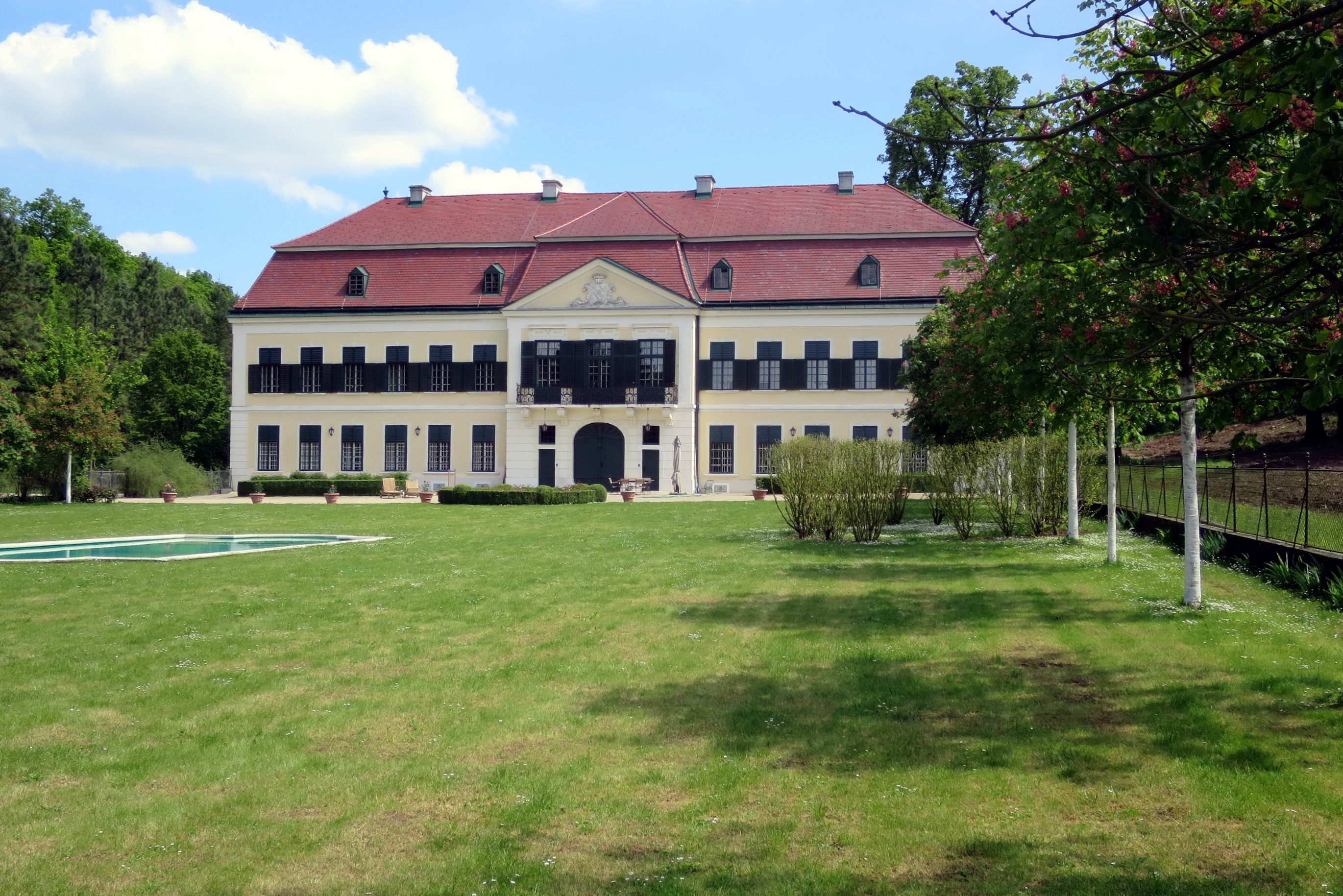
Schloss Glaswein war Teil des Bartenstein-Erbes, am Mittelrisalit des Schlosses das Vrints-Wappen.
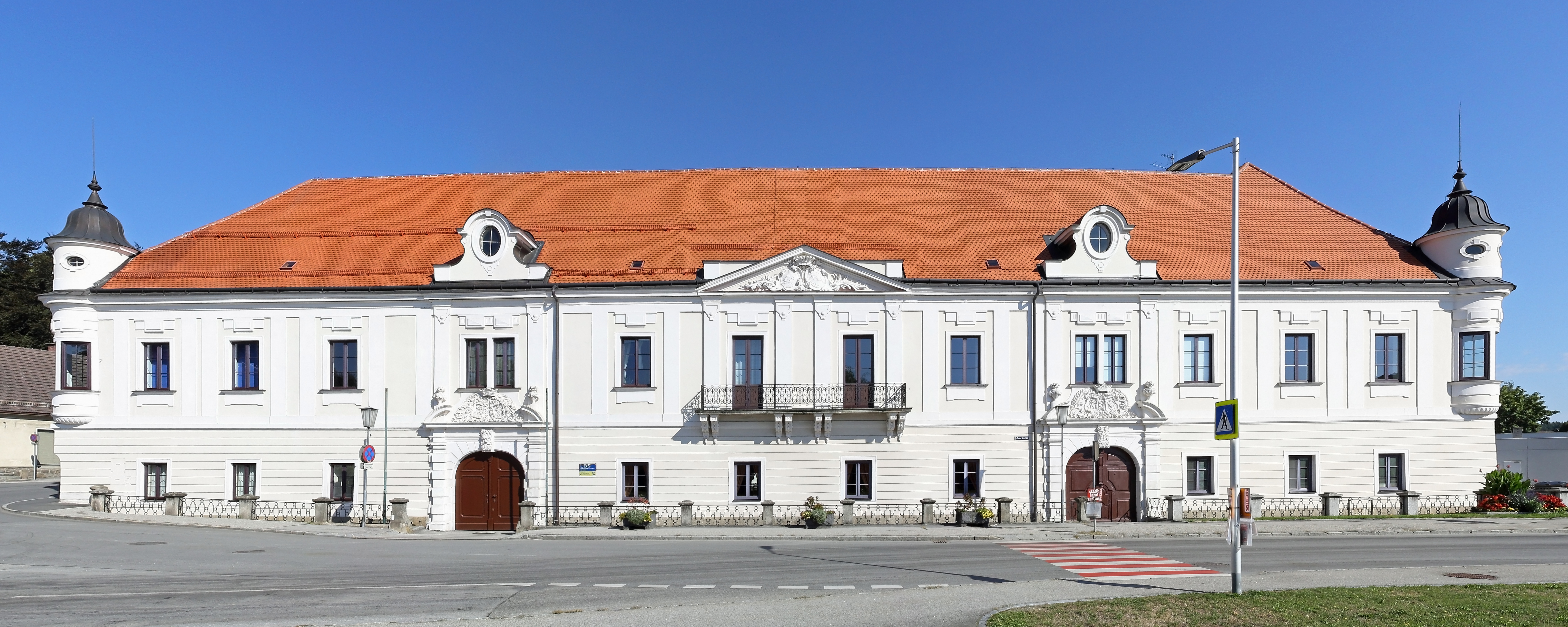
Schloss Schrems, heute Landesberufsschule, mit den Wappen der Bartenstein und Osy von Zeegwart über den Portalen und dem Wappen der Vrints im Dreiecksgiebel über dem Balkon.

## Wappen
- Blasonierung des Stammwappens: In Blau eine links geneigte vieblätterige gold-besamte silberne Feldrose an grünem Stengel mit vier grünen Blättern, zwei rechts, zwei links untereinander. Der gekrönte Helm mit blau-silbernen Decken trägt die Rose.[9]
- Blasonierung des Wappens von 1664: Quadriert mit blauem Herzschild, in welchem eine silberne Rose an einem grünen Zweig. Felder 1 und 4 in Gold ein schwarzer gekrönter Doppeladler; Felder 2 und 3 in Schwarz ein blauer rechtsschräger Balken mit einem goldenen Stern zwischen zwei goldenen Halbmonden belegt. Auf dem gekrönten Helm mit blau-goldenen Helmdecken die Rose des Herzschildes.[10]

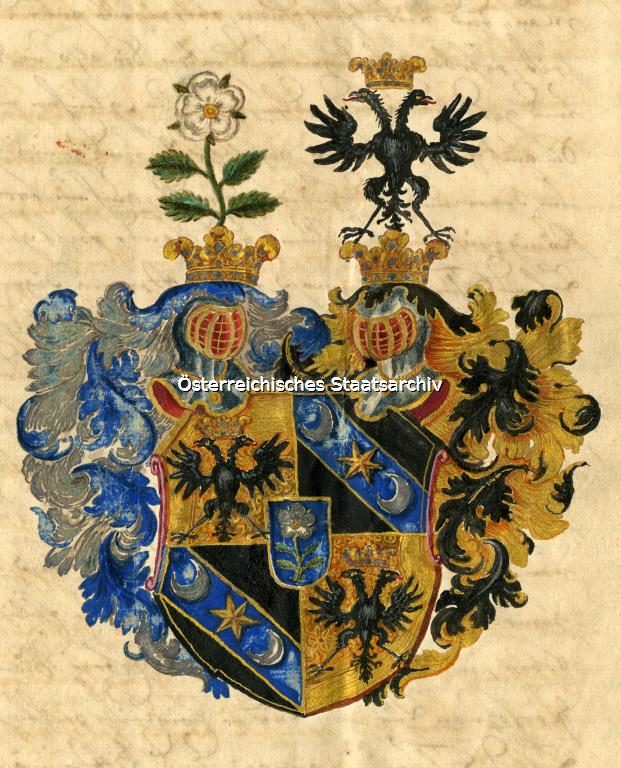
Wappen der Vrints von Treuenfeld (1664)

- Blasonierung des Freiherrenwappens derer von Vrints-Treuenfeld von 1744: Wie das Wappen von 1664, allerdings mit Freiherrnkrone. Den Schild halten zwei Geier.[9]

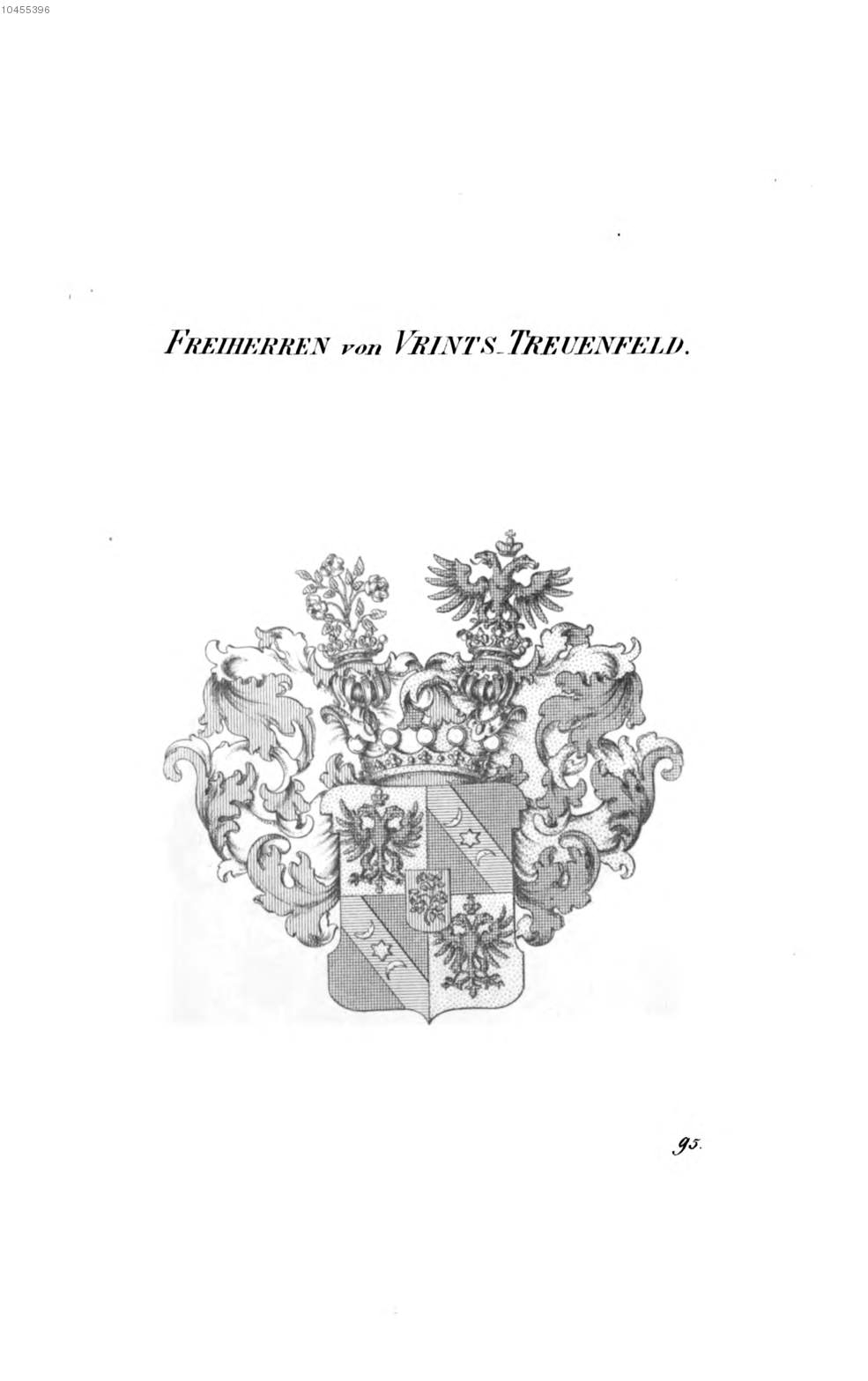
Wappen der Freiherren von Vrints-Treuenfeld (1744) bei Tyroff
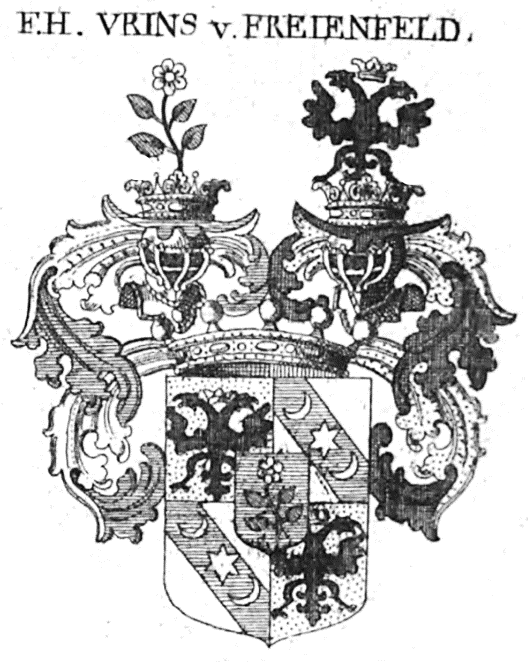
Wappen der Freiherren von Vrints-Treuenfeld (1744) bei Johann Siebmacher

- Blasonierung des Freiherrenwappens derer von Vrints-Berberich von 1787: Geviert wie vorhin mit rotem Herzschild, worin eine vorwärtssehende gekrönte Meerjungfrau, deren Doppelschwanz sich auf jeder Seite nach außen kehrt, in jeder Hand einen mit Kopf einwärts gekehrten silbernen Fisch haltend. Fünfperlige Freiherrnkrone und zwei gekrönte Helme. Der rechte Helm mit rot-silberner Decke trägt das Stammkleinod, der linke mit schwarz-goldenen Decke die Meerjungfrau. Den schild halten zwei auswärtssehende goldbewehrte schwarze Adler.[9]

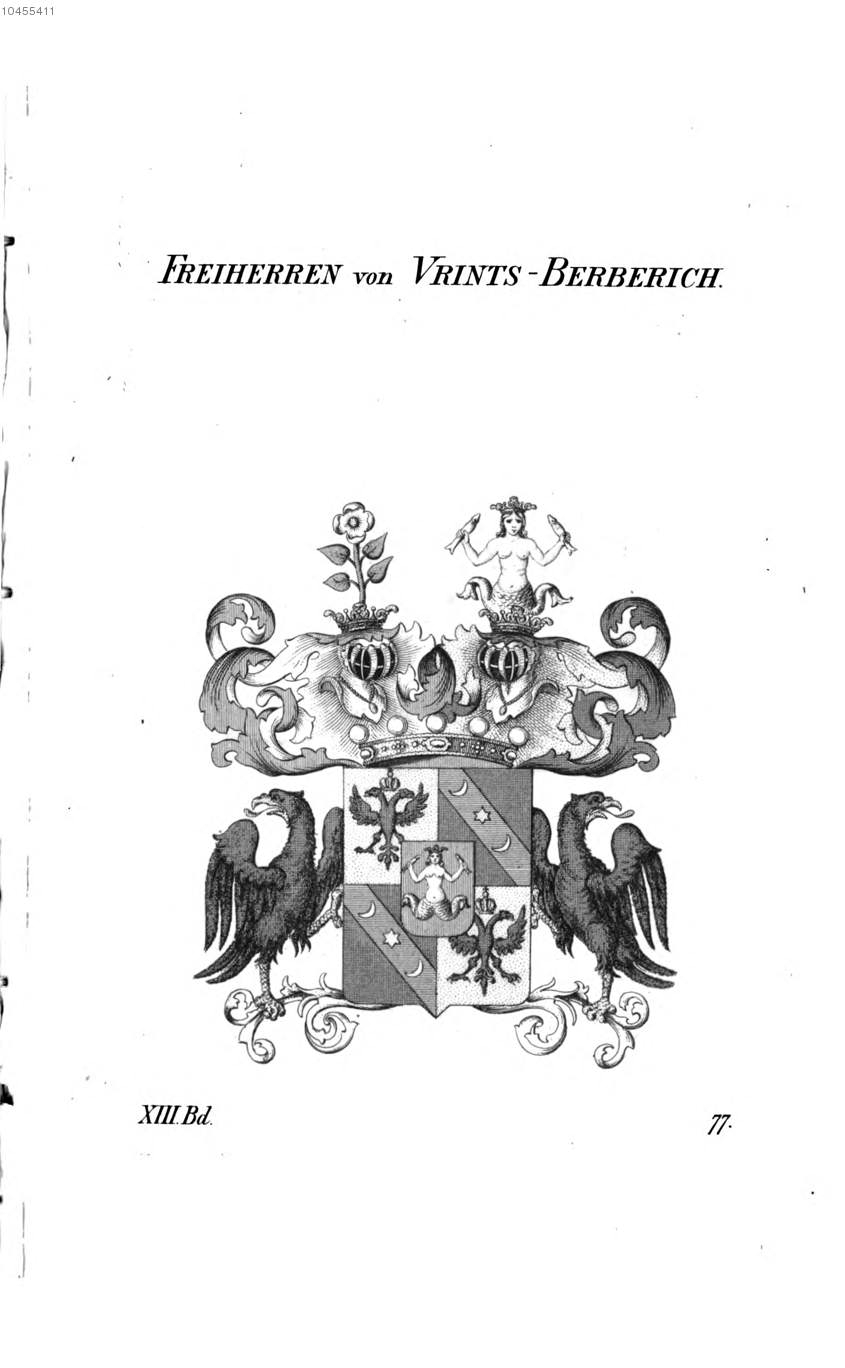
Wappen der Freiherren von Vrints-Berberich (1787) bei Tyroff

- Blasonierung des Grafenwappens von 1860: Geviertet mit blauem Herzschild und in demselben eine vierblättrige, silberne Feldrose an einem grünen Stengel mit vier grünen Blättern, zwei rechts und zwei links. 1 und 4 in Gold ein schwarzer, mit der Reichskrone bedeckter Doppeladler. 2. und 3 in Schwarz ein schrägrechter, blauer Balken, welcher, zwischen zwei die Hörner nach oben kehrenden Viertelmonden, mit einem sechsstrahligen goldenen Stern belegt ist. Auf dem Schild ruhet die Grafenkrone, darüber befinden sich zwei offene, gekrönte Helme. Über dem linken Helm erscheint der gekrönte Doppeladler von 1 und 4, über dem rechten die Feldrose des Mittelschilds. Die Helmdecken sind links schwarz-golden und rechts blau-silbern. Schildträger sind zwei auswärtssehende, stehende schwarze Adler.

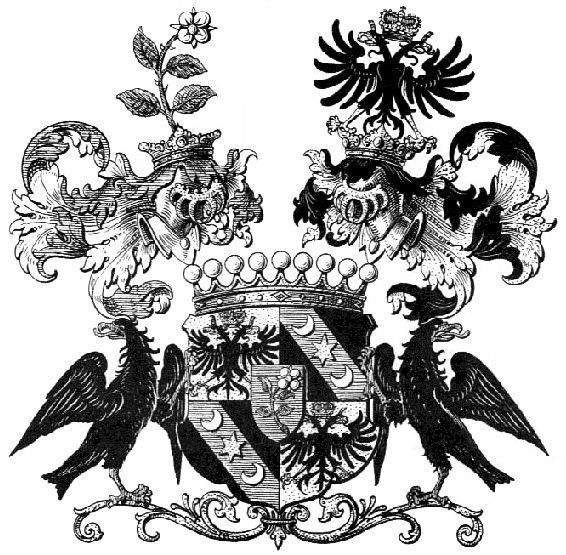
Wappen der Grafen Vrints von Treuenfeld und zu Falkenstein (1860)